# Nacional Atlético Clube (Muriaé)
O Nacional Atlético Clube, mais conhecido como Nacional de Muriaé é um clube brasileiro de futebol, com sede na cidade de Muriaé, em Minas Gerais. Suas cores são o vermelho, o preto e o branco. 

## História
O Nacional Atlético Clube foi formado por um grupo de jogadores liderados pelo Capitão João Felisberto, o seu primeiro presidente se chama Hércules Marcondes Nacif. Escolheram as cores Branco, Preto e Vermelho. O estádio é o Soares de Azevedo, chamado assim em homenagem ao desportista, que na época, doou o terreno para a sua construção. Mais tarde foi trocado com a prefeitura para obras da atual rodoviária passando-o para o terreno ao lado, continuando a ser denominado Soares de Azevedo, mas depois cognominado "Brazão" em homenagem ao prefeito João Braz.
O Nacional Atlético Clube é um clube marcado por campanhas memoráveis, notadamente no futebol, embora tenha conquistado outros lauréis em outras áreas esportivas como Voleibol e Atletismo, (inclusive com participação na São Silvestre), mas é no futebol que criou um nome de destaque.
Chamam-no "Nacional de Muriaé" não o separam da terra que tanto propagou, através de participações marcantes e ininterruptas, na primeira divisão de profissionais de futebol mineiro. No profissionalismo a sua brilhante carreira iniciou em 1969 quando sagrou-se campeão da Segunda Divisão, título conquistado em pleno Mineirão em Belo Horizonte; frente ao Atletic Club de São João Del Rei (terra de Tancredo Neves). Daí por diante não parou e manteve-se na primeira divisão do futebol profissional até 1980, quando por falta de apoio decisivo por parte do poder público municipal e do empresariado local viu-se forçado a interromper a sua gloriosa trajetória de 11 anos ininterruptos no profissionalismo, e na principal divisão do Futebol Mineiro.
Dentre as suas conquistas neste período se destacam: 1977 – Campeão do Torneio Incentivo – certame de profissionais dos mais importantes da época que apenas não participaram o Cruzeiro, Atlético e América, mas fizeram parte, dentre outros: Vila Nova, Valério, Democrata (GV), Uberaba, Uberlândia, Caldense, Tupi (JF) e Guarani de Divinópolis, aliás foi frente a este tradicional clube mineiro que o Nacional decidiu o título novamente dentro do Estádio Magalhães Pinto (Mineirão da Pampulha) vencendo por 2x0 na preliminar do jogo decisivo do Campeonato Brasileiro de 1977 – pois na partida de fundos jogaria Atlético e São Paulo. Detalhe: o público presente a este evento foi de mais de 130 mil pessoas. Fora esta conquista o clube obteve excelentes colocações nos campeonatos da primeira divisão que disputou, sendo que em 1977 chegou entre os 5 primeiros e em 1979 (sua melhor campanha) chegou no cômputo geral em 4º lugar, mas temos que ressaltar que esteve na liderança isolada do campeonato por várias rodadas, tanto no primeiro como no segundo turno, tendo sido considerado neste ano, campeão do interior de Minas, todas essas conquistas comandadas pelo saudoso Treinador e Supervisor Argemiro Moreira.
Voltou, depois de 2 anos de interrupção, à disputa do campeonato mineiro de profissionais na terceira divisão mas logo logo galgou à Segunda divisão, em 1991 foi terceiro colocado na Segunda divisão perdendo a vaga de retorno à primeira divisão frente ao URT de Patos de Minas lá em Patos há 6 minutos do final da partida.
O Nacional Atlético Clube, mesmo não tendo participado de todos os campeonatos promovidos pela Liga Esportiva de Muriaé, detém o título de primeiro campeão amador da cidade 1955 e o maior número de títulos, 7 ao todo: 1955, 59, 63, 64, 67, 81 e 98 este último conquistado na gestão administrativa Sr. Wallace Sereno Fernandes.
O Nacional saiu de atividade em 2005, quando disputou a segunda divisão do Campeonato Mineiro. Oito anos depois, em agosto de 2013, assinou um contrato de parceria com o Nacional Esporte Clube Ltda, que depois de um ano em Coronel Fabriciano e três em Nova Serrana, estava jogando em Patos de Minas.
A parceria consistia apenas no uso do novo Estádio Soares de Azevedo, moderno e considerado um dos melhores do interior de Minas. Para "abafar" as críticas contra o "Nacional de mentira", a equipe optou por utilizar as cores do tradicional clube muriaeense. Apesar de bons jogos em casa, o Nacional se perdeu nos jogos como visitante, sofreu 6 derrotas longe de seus domínios, sendo a última delas o 3 a 1 para o Villa Nova, que decretou o rebaixamento do NEC para o Módulo II do Campeonato Mineiro.
Já em 2014, em meio às especulações sobre a continuidade da parceria entre NAC e NEC, a diretoria do clube muriaeense anunciou que voltaria ao futebol profissional, de fato, após nove anos de ausência. O Campeonato Mineiro da Segunda Divisão (correspondente à terceirona do estado) seria o marcante episódio do retorno do Nacional. A notícia agradou os torcedores da cidade.
No dia 7 de julho a Federação Mineira de Futebol anunciou a tabela do Campeonato Mineiro da Segunda Divisão, e o Nacional estreiava diante do Valeriodoce, de Itabira, no dia 8 de setembro, em Muriaé.
No dia 4 de outubro de 2014 o Nacional confirmou sua presença no hexagonal final do Campeonato Mineiro da segunda divisão ao vencer o Novo Esporte Ipatinga pelo placar de 1 a 0. O NAC teve pela frente no hexagonal final os seguintes times: Betinense, Funorte, CAP Uberlândia, Uberaba, e Valeriodoce.
No dia 30 de novembro de 2014 o Nacional venceu o Valeriodoce e garantiu acesso ao Módulo II do Mineiro na temporada 2015.
A maior chance de retorno à elite foi em 2016. Na ocasião, ainda no formato de disputa com hexagonal final, o NAC ficou a um ponto do América de Teófilo Otoni e a dois do Democrata GV, as duas equipes que subiram.
Em 2020 o NAC ficou na última colocação no quadrangular final do Módulo II e não conseguiu o acesso, em 2021 o NAC novamente bateu na trave e ficou na terceira colocação do quadrangular final.[carece de fontes?]
Em 2025, após a vitória do Guarani sobre o Ipatinga na nona rodada do Módulo II, O NAC foi matematicamente rebaixado pra Segunda Divisão da temporada de 2026.

## Títulos
| ESTADUAIS  | ESTADUAIS                      | ESTADUAIS | ESTADUAIS                                             |
|            | Competição                     | Títulos   | Temporadas                                            |
| ---------- | ------------------------------ | --------- | ----------------------------------------------------- |
|            | Campeonato Mineiro - Módulo II | 1         | 1969                                                  |
|            | Torneio Incentivo Mineiro      | 1         | 1977                                                  |
| MUNICIPAIS |                                |           |                                                       |
|            | Competição                     | Títulos   | Temporadas                                            |
|            | Liga Esportiva de Muriaé       | 9         | 1955, 1959, 1963, 1964, 1967, 1968, 1970, 1981 e 1998 |

## Estatísticas

### Participações
|  | Participações em 2025 |

| Competição   | Competição         | Temporadas | Melhor campanha           | Anos                                               | P | R |
| Minas Gerais | Campeonato Mineiro | 10         | 8º colocado (1974 e 1979) | 1970, 1972-1980                                    |   | 1 |
| Minas Gerais | Módulo II          | 13         | Campeão (1969)            | 1969, 1991, 2015-2025                              | 1 | 1 |
| Minas Gerais | Segunda Divisão    | 11         | Vice-campeão (2014)       | 1986-1990, 1994-1995, 2000, 2003, 2005, 2014, 2026 | 1 |   |

## Histórico em Competições oficiais
Campeonato Mineiro - Módulo I ou divisão principal¹
 Campeonato Mineiro - Módulo II ou Segunda Divisão¹
 Campeonato Mineiro - Segunda Divisão (Terceira Divisão)
1- Durante o decorrer do tempo, as divisões do campeonato mineiro tiveram várias denominações diferentes, então a classificação está distribuída de acordo com os níveis, do 1º ao 3º